# Vivian den Hollander
Vivian den Hollander (Scheveningen, 25 oktober 1953) is een Nederlandse kinderboekenschrijfster.

## Biografie
Vivian den Hollander werd in 1953 geboren in Scheveningen als Vivian Spaans. Van jongs af aan wilde zij schrijfster worden. Na de HBS overwoog ze Nederlands of journalistiek te gaan studeren, maar koos uiteindelijk voor de PABO. Na haar studie ging zij lesgeven op een basisschool in Gouda, waar zij veel ideeën voor haar latere werk opdeed. Terwijl zij werkte in het basisonderwijs, begon ze steeds fanatieker kinderverhalen te schrijven. In 1988 werd haar eerste boek, Kiki en Pim een tweeling van drie, uitgegeven. In 1992 verscheen haar boek Alleen beer mocht mee, een aangrijpend verhaal over voormalig Nederlands-Indië. Hierna ging het hard met haar schrijfcarrière. In 2000 zegde zij het onderwijs definitief vaarwel om fulltime schrijfster te worden. Naast schrijven bezoekt ze regelmatig scholen, bibliotheken en boekhandels voor lezingen en presentaties.

## Oeuvre
Den Hollander publiceert sinds zij professioneel is gaan schrijven ieder jaar een flink aantal boeken. Een aantal van deze boeken zijn korte zelfleesboeken, gericht op jonge kinderen uit de onderbouw van de basisschool. Van deze boekjes verschijnen regelmatig omnibussen, die meerdere delen van één serie bevatten. Den Hollander werkt tegelijkertijd aan verschillende series met terugkerende verhaalopbouw of personages. Ze is al meerdere malen genomineerd door de Nederlandse Kinderjury.
Enkele van haar bekendste series zijn:
- Spekkie en Sproet - Serie boeken over twee speurders, gericht op kinderen vanaf 7 jaar (AVI 7) met tekeningen van Juliette de Wit.
- Lisa en Jimmy - Kleutervoorleesboeken, waarbij in ieder boek een gevoelsthema aan de orde komt zoals naar school gaan, ziek zijn en zwemles, met tekeningen van Dagmar Stam.
- Seizoensboeken - Vier boeken over de seizoenen voor kleuters met tekeningen van Natascha Stenvert.
- De Effies - Serie voetbalboeken, gericht op kinderen in groep 3 en 4(vanaf AVI M3) met tekeningen van Saskia Halfmouw.
- Manege de Roskam - Serie paardrijboeken, gericht op kinderen vanaf groep 4 (AVI M4) met tekeningen van Saskia Halfmouw.
- Blauw-Wit - Serie voetbalboeken, gericht op kinderen in groep 5 en 6 met tekeningen van Saskia Halfmouw.
- Swing - Serie balletboeken, gericht op kinderen vanaf groep 4 (AVI M4) met tekeningen van Saskia Halfmouw.
- Botel Bibalo - Serie boeken over Bart en Bibi, die met hun vader op een oud schip gaan wonen. Hij begint er een botel. Serie gericht op kinderen in groep 5 en 6. Met tekeningen van Juliette de Wit.
- Supersticks - Serie hockeyboeken, gericht op kinderen in groep 5 en 6 met tekeningen van Saskia Halfmouw.
- De Kon-Tiki’s - Een AVI-serie voor de beginnende lezer over de belevenissen van kinderen op een kleine school met tekeningen van Gertie Jacquet.

## Prijzen en nominaties
- 1989 - Pluim van de Maand voor Kiki en Pim
- 1997 - Getipt door de Nederlandse Kinderjury voor Goal
- 1998 - Getipt door de Nederlandse Kinderjury voor Aanvallen
- 1999 - Zilveren uiltje van de bibliotheek Amersfoort
- 1999 - Getipt door de Nederlandse Kinderjury voor Kampioenen
- 2000 - Getipt door de Nederlandse Kinderjury voor Buitenspel
- 2001 - Getipt door de Nederlandse Kinderjury voor He, scheids
- 2002 - Nominatie Woord en Beeldprijs voor Iet wiet waai weg
- 2003 - Pluim van de Maand voor Sinterklaasje, kom maar binnen
- 2006 - Getipt door de Nederlandse Kinderjury voor Spekkie en Sproet en de grote verdwijntruc
- 2007 - Getipt door de Nederlandse Kinderjury voor Spekkie en Sproet en de verdwenen kaketoe
- 2009 - Getipt door de Nederlandse Kinderjury voor Spekkie en Sproet en het raadsel van Roderik
- 2011 - Getipt door de Nederlandse Kinderjury voor Een topteam
- 2012 - Getipt door de Nederlandse Kinderjury voor Spekkie en Sproet en de vreemde ontvoering
- 2013 - Getipt door de Nederlandse Kinderjury voor Spekkie en Sproet - Raadsels op het cruise-schip
- 2015 - Getipt door de Nederlandse Kinderjury voor Spekkie en Sproet - Een gevaarlijk knalfeest
- 2019 - Getipt door de Nederlandse Kinderjury voor Spekkie en Sproet: Wachtwoord Amigo